# Atriplex klebergorum
Atriplex klebergorum là loài thực vật có hoa thuộc họ Dền. Loài này được M.C.Johnst. mô tả khoa học đầu tiên năm 1961.